# 로이드 오언
로이드 오언(Lloyd Owen, 1966년 4월 14일 ~ )은 잉글랜드의 배우이다.

## 출연 작품

### 영화
- 미스 포터 (2006)

### 텔레비전
- 비바 로플린 (2007)